# Knooppunt De Punt
Knooppunt De Punt is een Nederlands verkeersknooppunt tussen de wegen A28 en N34. Het knooppunt is een onvolledig knooppunt die alleen de verbindingen Groningen - Assen en Groningen - Emmen omvat.

## Geschiedenis
In 1968 werd de A28 (als rijksweg 36) tussen Julianaplein en De Punt evenals de N34 tussen De Punt en Westlaren geopend. Het viaduct van het knooppunt was nog niet gebouwd en de snelweg sloot direct aan op de N34. In 1973 opende het snelweggedeelte tussen De Punt en Assen-Noord van de A28 en kreeg het knooppunt de vorm die het nog altijd behouden heeft. Bij de opening stond het knooppunt bekend als aansluiting 36 Zuidlaren. In 2018 werd de aansluiting omgedoopt tot knooppunt door het plaatsen van nieuwe bewegwijzering.

## Richtingen knooppunt
| Aansluitende wegen | Aansluitende wegen | Aansluitende wegen                | Aansluitende wegen | Aansluitende wegen                               |
| ------------------ | ------------------ | --------------------------------- | ------------------ | ------------------------------------------------ |
|                    |                    | richting Groningen                |                    |                                                  |
|                    |                    |                                   |                    |                                                  |
|                    |                    |                                   |                    |                                                  |
|                    |                    |                                   |                    |                                                  |
|                    |                    | richting Assen / Zwolle / Utrecht |                    | richting Gieten / Emmen / Coevorden / Hardenberg |

Almere · Amstel · Arnestein · Assen · Azelo · Badhoevedorp · Bankhoef · Batadorp · Beekbergen · Benelux · Beverwijk · Bodegraven ·  Boterdiep ·  Buren · Burgerveen · Coenplein · De Baars · De Hoek · De Hogt · De Nieuwe Meer · De Poel · De Punt · De Stok · Deil · Diemen · Drachten · Drie Klauwen · Eemnes · Ekkersweijer · Emmeloord · Empel · Euvelgunne · Everdingen · Ewijk · Galder · Gooimeer · Gorinchem · Gouwe · Grijsoord · Hattemerbroek · Heerenveen · Hellegatsplein · Het Vonderen · Hintham · Hoevelaken · Hofvliet · Holendrecht · Holsloot · Hoogeveen · Hooipolder · IJmuiden (niet officieel) · Joure · Julianaplein · Kerensheide · Kethelplein · Klaverpolder · Kleinpolderplein · Kooimeer · Kruisdonk · Kunderberg · Lankhorst · Leenderheide · Lunetten · Maanderbroek · Markiezaat · Muiderberg · Neerbosch · Noordhoek · Ommedijk · Oud-Dijk · Oudenrijn · Paalgraven · Princeville · Prins Clausplein · Raasdorp ·  Reitdiep ·  Ressen · Ridderkerk · Rijkevoort · Rijnsweerd · Rottepolderplein · Rozenburg · Sabina · Sint-Annabosch · Stelleplas · Slufter · Ten Esschen · Terbregseplein · Tiglia · Vaanplein · Valburg · Velperbroek · Velsen · Vlaardingen · Vught · Waterberg · Watergraafsmeer · Werpsterhoek · Westerlee · Ypenburg · Zaandam · Zaarderheiken · Zonzeel · Zoomland · Zuidbroek · Zurich

Geplande knooppunten:
De Liemers · Zestienhoven

Voormalige knooppunten:
Bocholtz · Ekkersrijt · Europaplein (Groningen) · Europaplein (Maastricht) · Lindenholt